# 1940 na literatura

## Nascimentos
| Data            | Nome                               | Profissão                                 | Nacionalidade                    | Observações | Ref |
| --------------- | ---------------------------------- | ----------------------------------------- | -------------------------------- | ----------- | --- |
| 4 de janeiro    | Gao Xingjian                       | novelista, dramaturgo e crítico literário | China                            |             |     |
| 27 de Janeiro   | Walcyr Monteiro                    | escritor                                  | Brasil                           |             |     |
| 9 de fevereiro  | John Coetzee                       | escritor                                  | África do Sul                    |             |     |
| 24 de Fevereiro | Cláudio Cavalcanti                 | ator, escritor e dramaturgo               | Brasil                           |             |     |
| 11 de Março     | Sebastião Alba                     | escritor                                  | Portugal / Moçambique            | m. 2000     |     |
| 7 de Maio       | Angela Carter                      | escritora                                 | Inglaterra                       | m. 1992     |     |
| 21 de maio      | António Victorino d'Almeida        | compositor, maestro, pianista e escritor  | Portugal                         |             |     |
| 24 de maio      | Joseph Brodsky                     | poeta                                     | União Soviética / Estados Unidos | m. 1996     |     |
| 15 de junho     | Kenizé Mourad                      | jornalista e escritora                    | França                           |             |     |
| 5 de Agosto     | Antônio Miranda                    | professor e escritor                      | Brasil                           |             |     |
| 3 de setembro   | Eduardo Galeano                    | jornalista e escritor                     | Uruguai                          |             |     |
| 13 de setembro  | Antônio Torres                     | jornalista e escritor                     | Brasil                           |             |     |
| 15 de Setembro  | Norman Spinrad                     | escritor de ficção científica             | Estados Unidos                   |             |     |
| 12 de Novembro  | Bruno Tolentino                    | poeta                                     | Brasil                           | m. 2007     |     |
| ?               | Orides de Lourdes Teixeira Fontela | poetisa                                   | Brasil                           | m. 1998     |     |
| ?               | Armando Freitas Filho              | poeta                                     | Brasil                           |             |     |

## Mortes
| Data            | Nome                | Profissão             | Nacionalidade     | Observações | Ref |
| --------------- | ------------------- | --------------------- | ----------------- | ----------- | --- |
| 27 de janeiro   | Isaac Babel         | jornalista e escritor | Império Russo     | n. 1894     |     |
| 11 de fevereiro | J. H. Rosny         | escritor              | Bélgica / França  | n. 1856     |     |
| 10 de março     | Mikhail Bulgakov    | escritor e dramaturgo | União Soviética   | n. 1891     |     |
| 16 de Março     | Selma Lagerlöf      | escritora             | Suécia            | n. 1858     |     |
| 15 de junho     | Ernst Weiss         | escritor              | Império Austríaco | n. 1882     |     |
| 21 de Dezembro  | F. Scott Fitzgerald | escritor              | Estados Unidos    | n. 1896     |     |

## Prémios literários
- Nobel de Literatura - não atribuído.